# Écluse d'Ayguesvives
L'écluse d'Ayguesvives ou de Ticaille est une écluse à chambre unique du canal du Midi située sur la commune d'Ayguesvives dans la Haute-Garonne. Construite vers 1670, elle se trouve à 28,1 km de Toulouse (Ponts-Jumeaux).
L'écluse d'Ayguesvives, ascendante dans le sens ouest-est, se trouve à une altitude de 159 m. Les écluses adjacentes sont l'écluse du Sanglier à l'est et l'écluse de Montgiscard à l'ouest.

## Histoire
Écluse  décrite par Thomas Jefferson lors de son voyage sur le canal du Midi.